# ONE SIDE GAME CHAGE&ASUKA IN YOKOHAMA STADIUM
『ONE SIDE GAME IN YOKOHAMA STADIUM』（ワン・サイド・ゲーム・チャゲ・アンド・アスカ・イン・よこはま・スタジアム）は、チャゲ＆飛鳥（現：CHAGE and ASKA）のライブ・ビデオ。1986年10月21日にVHSとLDで発売された。発売元はキャニオン・レコード（現：ポニーキャニオン）。

## 概要
キャニオン・レコード（現：ポニーキャニオン）移籍後初となる映像作品。
1986年7月27日の国営飛鳥歴史公園、8月1日の名古屋城深井丸広場、8月9日の横浜スタジアム、8月24日の沖縄市民会館の4公演にて行ったコンサートツアー「Summer Explosion Series」の中から、横浜スタジアム公演の模様を収録。ライブ本編の他にインタビュー、レコーディング風景、オフショット映像も収録されている。
この公演のラストで演奏された「TURNING POINT」では、ASKAが酸欠になるまで歌い尽くした。

## リリース
その後、2009年に販売された『CHAGE and ASKA LIVE DVD BOX 1』に収録された。

## 収録曲
1. EXPLOSION
作詞・作曲：飛鳥涼
2. 黄昏を待たずに
作詞・作曲：飛鳥涼
3. 砂漠のイリュージョン
作詞・作曲：飛鳥涼
4. モーニングムーン
作詞・作曲：飛鳥涼
5. 魅惑
作詞：松井五郎　作曲：飛鳥涼
6. TURNING POINT
作詞・作曲：飛鳥涼
7. Count Down
作詞：澤地隆　作曲：チャゲ
8. 声を聞かせて
作詞・作曲：飛鳥涼